# Uchu kyodai - Fratelli nello spazio
Uchu kyodai - Fratelli nello spazio (宇宙兄弟?, Uchū kyōdai) è un manga di Chuya Koyama. È stato nominato due volte per il Taishō Manga nel 2009 e nel 2010. Nel 2011 ha vinto il premio per i migliori manga in generale al 56° Shogakukan Manga Award e il Kodansha Manga Award (condiviso con Un marzo da leoni di Chica Umino). Un adattamento animato prodotto dalla A-1 Pictures è stato trasmesso in Giappone dal 1º aprile 2012 al 22 marzo 2014. È inoltre stato distribuito un film dal vivo nel maggio 2012.

## Trama
Nell'estate del 2006, Mutta Nanba e suo fratello minore, Hibito, avvistano quello che credono essere un UFO. Grazie a ciò coltivano il sogno di andare nello spazio e mettere piede sulla Luna. Anni dopo, nel 2025, Mutta ha successivamente abbandonato, a causa del suo carattere demotivato e pessimista, il suo sogno di diventare astronauta, mentre il fratello Hibito ha continuato a perseverare, divenendo così il primo giapponese a partecipare a una missione di sbarco sulla Luna. Spinto dalla continua competizione nei confronti del fratello, Mutta deciderà di intraprendere la carriera da astronauta, un viaggio che lo porterà a fare esperienze importanti, conoscenze significative e a scoprire ciò che realmente desidera fare nella vita.

## Personaggi
Mutta Nanba (南波 六太?, Nanba Mutta)
Doppiato da: Hiroaki Hirata e Miyuki Sawashiro (da bambino)
Personaggio delineato in maniera originale e buffa ma capace di scavare a fondo nei propri sentimenti. Continuamente convinto di essere sfortunato e che la vita non conservi altro che guai per lui, perché nato il 28 ottobre 1993 giorno dell'agonia di Doha (il Giappone perse l'incontro con l'Iraq, decisivo per la qualificazione ai Mondiali di Calcio 1994). Essendo il fratello maggiore di Hibito, tenta continuamente di essere, tra i due, quello che deve essere di esempio per suo fratello. Cosciente del fatto che il fratello ha raggiunto il proprio traguardo per primo, Mutta seguirà le sue orme e farà di tutto per diventare un astronauta. Prima di tentare la carriera di astronauta, era un ingegnere presso una nota azienda costruttisce di auto, ma venne licenziato per aver dato una testata al suo capo. Durante i test di ammissione farà molte conoscenze e alcuni diventeranno suoi amici, come Kenji Makabe, Reiji Nitta, Yasushi Furuya, Naoto Fukuda, Ena Kitamura, e svilupperà un certo sentimento per Serika Ito.
Hibito Nanba (南波 日々人?, Nanba Hibito)
Doppiato da: Kenn e Yūko Sanpei (da bambino)
Nato il 17 settembre 1996, è il fratello minore di Mutta ed è allegro, energico e sicuro di sé. Preferisce agire ed essere spontaneo piuttosto che pensare ai problemi. Primo giapponese ad andare sulla Luna, nel 2025 come primo giapponese    avendo continuato ad impegnarsi per realizzare il suo sogno di andare nello spazio. Tra i due fratelli c'è un rapporto di reciproco affetto, che si alterna a un rapporto di eterna competizione. Ha un carlino di nome Apo.
Kenji Makabe (真壁 ケンジ?, Makabe Kenji)
Doppiato da: Masayuki Katō
Uomo affidabile, disciplinato e intelligente, uno su cui si può fare sempre affidamento in qualsiasi situazione. Ha adocchiato il carattere simpatico di Mutta e ha stretto con lui un ottimo rapporto di amicizia. È padre di una bambina.
Serika Itou (伊東 せりか?, Itō Serika)
Doppiato da: Miyuki Sawashiro
Personaggio femminile principale. Sogna di diventare ricercatrice nella stazione ISS, unico posto dove fare ricerche per cure per malattie incurabili, come la SLA (sclerosi laterale amiotrofica) per cui il padre morì. Timida ed estroversa, riesce comunque a essere di supporto ai compagni di squadra.
Naoto Fukuda (福田 直人?, Fukuda Naoto)
Doppiato da: Naoki Bandō
Uomo anziano che desidera diventare astronauta da molto tempo.
Ena Kitamura (北村 絵名?, Kitamura Ena)
Doppiata da: Yūko Sanpei
Altra donna che ha superato gli esami per diventare astronauta.
Reiji Nitta (新田 零次?, Niita Reiji)
Doppiato da: Takanori Hoshino
Membro del nuovo team di astronauti della JAXA insieme a Mutta. Alto e atletico, ostenta in ogni situazione una calma a prova di bomba, pur non risparmiando a Mutta qualche frecciata sul fatto di essersi lasciato precedere dal fratello minore. La sua apparente freddezza nasconde una grande generosità, ma soprattutto la preoccupazione per il fratello Kazuya, isolatosi dal mondo due anni prima. Nitta non si perdona il fatto di non essere riuscito ad aiutarlo e durante l'addestramento da AsCan aspetta la sua chiamata. Perde il cellulare, ritrovandolo troppo tardi, nonostante l'aiuto di Mutta. Tuttavia, il solo fatto che Kazuya abbia cercato di parlargli contribuisce ad alleviare il suo senso di colpa, mentre cresce il suo rispetto per Mutta.
Yasushi Furuya (古谷 やすし?, Furuya Yasushi)
Doppiato da: Ryō Naitō
Uno degli occupanti del box di isolamento insieme a Mutta. È un ragazzo senza peli sulla lingua, abituato a dire sempre ciò che pensa, oltre che piuttosto irascibile. Coltiva il sogno di diventare astronauta da quando aveva 13 anni, sogno a cui ha rischiato di dover rinunciare a causa della sua bassa statura, inadatta alle tute spaziali. La sua salvezza è stata l'invenzione di un nuovo modello di tuta con giunture estensibili creata dal professor Hiroito Baba, per cui Furuya nutre una grande ammirazione e a cui ha promesso di diventare astronauta. Pur non superando l'esame del box, Furuya non si arrende e promette a Mutta e agli altri di raggiungerli un giorno nello spazio.

## Media

### Manga
La serializzazione del manga Uchu Kyodai dell'autore Chuya Koyama è iniziata sul numero del 6 dicembre 2007 della rivista Weekly Morning pubblicata dalla Kōdansha ed a luglio 2025 sono stati pubblicati quarantacinque volumi tankōbon. La serie si concluderà con il 46° volume. In Italia la serie è pubblicata dalla Star Comics e ne sono stati pubblicati quarantaquattro volumi a gennaio 2025. La traduzione dei testi è curata da Ernesto Cellie, con l'adattamento di Silvia Luccarini e il lettering realizzato da Baldassarre Minopoli e Christian Biscaro.

### Anime

Logo della serie

Un adattamento animato realizzato dalla A-1 Pictures è stato trasmesso in Giappone dal 1º aprile 2012 al 22 marzo 2014. La serie venne inoltre trasmessa simultaneamente in streaming da Crunchyroll.
La serie presenta sedici brani musicali a tema, otto di apertura e otto di chiusura. Per i primi 13 episodi, la sigla d'apertura è Feel So Moon di Unicorn mentre quella di chiusura è This Wonderful Worl di Rake. Gli episodi 14-26 presentano rispettivamente Eureka di Sukima Switch in apertura e Confession di Angela Aki in chiusura. Successivamente furono utilizzate le canzoni Yumemiru sekai di DOES e Tete di Akihisa Kondō per le puntate che vanno dalla 26 alla 38.
Una nuova coppia di brani fu impiegata per gli episodi 39-51, ovverosia Small World di Fuji Fabric e Goodbye Issac di Motohiro Hata. In seguito arrivarono Kienai E dei Magokoro Brothers e Beyond di Miho Fukuhara (episodi 52-64), Crater di Merengue e Yozora no taiyō dei Flower Companyz (episodi 65-75), HALO di Tacica e New World di Kasarinchu (episodi 76-87) e B.B. di THE Yatou e Anata ga ireba OK! di Serena (episodi 88-99).

### Film
Un film live action ispirato a Uchu Kyodai è uscito a maggio 2012 in Giappone. Diretto da Yoshitaka Mori ed interpretato da Shun Oguri nei panni di Mutta Nanba, Masaki Okada nei panni di Hibito Nanba, Yoshio Inoue nei panni di Kenji Makabe e Kumiko Aso nei panni di Serika Itou.

## Accoglienza
Il manga è stato nominato due volte al Manga Taishō, nel 2009 e nel 2010. Nel 2011 ha vinto il premio come miglior manga nella categoria generale al 56º Premio Shōgakukan per i manga e al Premio Kodansha per i manga (quest'ultimo condiviso con Un marzo da leoni di Chika Umino). Nel 2014 ha vinto il Reader Prize al 18º al Premio culturale Osamu Tezuka.
All'autore della serie è stato dedicato l'asteroide 13163 Koyamachuya.